# 卡萊爾 (明尼蘇達州)
卡萊爾（英語：Carlisle）是位於美國明尼蘇達州奧特泰爾縣的一個非建制地區。

## 歷史
卡萊爾於1879年成立。卡萊爾的郵局於1880年設立，其後於1960年停運。

## 地理
卡萊爾所處的海拔為高於海平面380米（即1247英呎），而該地所採用的時區為UTC-6，即北美中部時區（CST）。同時該地設有夏令時間，為UTC-6調快一小時，即UTC-5（CDT）。